# Аксу (футбольный клуб, Степногорск)
«Аксу» — бывший казахстанский футбольный клуб из Степногорска, также в 1996—1997 годах представлял Шортанды. Впервые был допущен к участию во второй лиге СССР в 1968 году, в то время именовался «Арай», но через год сменил название на «Химик». По причине того, что Степногорск имел статус «секретного» города, только «Химик» указывал на существование его в газетных материалах. В советские годы играл в основном в соревнованиях КФК Казахской ССР. В чемпионате Казахстана играл в 1997—1999 годах, но не добился особых успехов. В декабре 2008 года аким Степногорска Андрей Никишов принял решение прекратить финансирование клуба.

## Названия
- 1967—1968 — «Арай».
- 1969—1995 — «Химик».
- 1996—1997 — «Автомобилист» Шортанды.
- 1998 — «Химик».
- 1999 — «Акмола».
- 2003—2005 — «Химик».
- 2006—2008 — «Аксу».

## Статистика
| Сезон | Лига                       | И  | В  | Н  | П  | Мячи    | О  | Место | Кубок |
| ----- | -------------------------- | -- | -- | -- | -- | ------- | -- | ----- | ----- |
| 1968  | Казахстан Класс «Б»        | 40 | 13 | 16 | 11 | 31 — 38 | 42 | 11    |       |
| 1969  | Казахстан Класс «Б»        | 40 | 21 | 8  | 11 | 51 — 33 | 50 | 6     |       |
| 1980  | Вторая лига 7 зона         | 38 | 13 | 6  | 19 | 43 — 51 | 32 | 13    |       |
| 1981  | Вторая лига 7 зона         | 36 | 8  | 8  | 20 | 32 — 60 | 24 | 15    |       |
| 1997  | Высшая лига                | 26 | 5  | 0  | 21 | 23 — 68 | 15 | 12    | 1/4   |
| 1998  | Высшая лига                | 26 | 7  | 8  | 11 | 19 — 33 | 23 | 8     | 1/8   |
| 1999  | Высшая лига                | 30 | 2  | 4  | 24 | 19 — 68 | 13 | 16    | 1/8   |
| 2003  | Первая лига. Северо-Восток | 22 | 16 | 3  | 3  | 42 — 16 | 51 | 1     | 1/16  |
| 2004  | Первая лига. Северо-Восток | 24 | 16 | 4  | 4  | 43 — 23 | 52 | 3     | 1/32  |
| 2005  | Первая лига. Северо-Восток | 24 | 7  | 3  | 14 | 22 — 43 | 24 | 9     | 1/32  |
| 2006  | Первая лига. Северо-Восток | 24 | 10 | 6  | 8  | 32 — 28 | 36 | 7     | 1/16  |
| 2007  | Первая лига. Северо-Восток | 26 | 18 | 4  | 4  | 65 — 25 | 58 | 3     | 1/32  |
| 2008  | Первая лига                | 26 | 10 | 7  | 9  | 39 — 38 | 37 | 8     | 1/16  |

## Достижения
- Победитель чемпионата Казахской ССР среди КФК (3): 1976, 1977, 1979
- Серебряный призёр чемпионата Казахской ССР среди КФК (2): 1974, 1978
- Победитель первой лиги Казахстана (2): 1996, 2003
- Бронзовый призёр первой лиги Казахстана (1): 2004

## Главные тренеры
- Дзидзигури, Отари Шалвович (1968)
- Порохня, Виктор Сидорович (1969)
- Антидзе, Тамаз Григорьевич (1971)
- Коровин, Юрий Иванович (1980—1981)
- Ташенев, Салим Манапович (1997)
- Азовский, Иван Геннадьевич (1998, по июль)
- Асылбаев, Пётр Мауленович (июль 1998 — 1999)
- ? (2003—2005)
- Байсуфинов, Талгат Маруанович (2006—2007)
- Глевич, Владимир Вениаминович (2008)